# Tengis Chubuluri

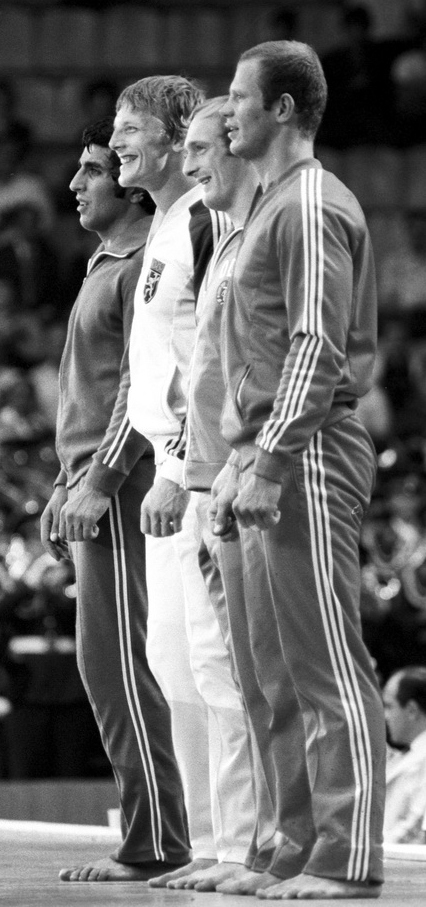
Von links nach rechts: Tengis Chubuluri, Robert Van de Walle, Dietmar Lorenz und Henk Numan bei der Siegerehrung der Olympischen Spiele 1980

Tengis „Temur“ Chubuluri (georgisch თენგიზ „თემურ“ ხუბულური; * 24. Mai 1955 in Skra, Innerkartlien, Georgische SSR) ist ein ehemaliger sowjetischer Judoka, der meist im Halbschwergewicht antrat. Er gewann eine olympische Silbermedaille, zwei Weltmeistertitel und zwei Europameistertitel.

## Sportliche Karriere
Der 1,85 m große Athlet von VS Tiflis war 1974 im Schwergewicht Dritter der Juniorenweltmeisterschaften. 1975 gewann er die Junioreneuropameisterschaften im Halbschwergewicht. Bei den Europameisterschaften 1976 in Kiew gewann er den Titel mit einem Finalsieg über den Belgier Robert Van de Walle. 1977 war Chubuluri mit dem sowjetischen Team Mannschaftseuropameister vor den Franzosen.
1979 siegte Chubuluri bei den Europameisterschaften in Brüssel im Halbfinale gegen den Westdeutschen Günther Neureuther und im Finale gegen Robert Van de Walle. Die Spartakiade der Völker der UdSSR wurde 1979 unter internationaler Beteiligung als vorolympisches Turnier ausgetragen, Chubuluri siegte im Finale der offenen Klasse gegen Sergei Nowikow. Im Dezember 1979 fanden in Paris die Weltmeisterschaften 1979 statt. Im Halbfinale gewann Chubuluri gegen den Österreicher Robert Köstenberger, im Finale bezwang er einmal mehr Robert van de Walle.
Höhepunkt der Saison 1980 waren insbesondere für die sowjetischen Sportler die Olympischen Spiele in Moskau. Chubuluri gewann im Viertelfinale gegen Dietmar Lorenz aus der DDR und im Halbfinale den Kubaner Rolando José Tornés. Im Finale standen sich mit Robert Van de Walle und Tengis Chubuluri die beiden besten Halbschwergewichtler dieser Jahre gegenüber, in Moskau gewann der Belgier nach sieben Minuten mit einer Koka-Wertung.
Im Finale der Europameisterschaften 1981 in Debrecen gewann der Franzose Roger Vachon gegen Chubuluri. Bei den Weltmeisterschaften 1981 in Maastricht hingegen traf Chubuluri im Finale wieder auf Van de Walle und gewann seinen zweiten Weltmeistertitel nach 1979. 1982 bei den Europameisterschaften in Rostock belegte Chubuluri noch einmal den fünften Platz. Danach endete seine internationale Karriere.
Chubuluri war 1979 und 1982 sowjetischer Meister im Halbschwergewicht.